# Majordom major del Rei d'Espanya
El Majordom major del Rei d'Espanya era el càrrec palatí a cura de l'organització de la Reial Casa i Patrimoni de la Corona d'Espanya.

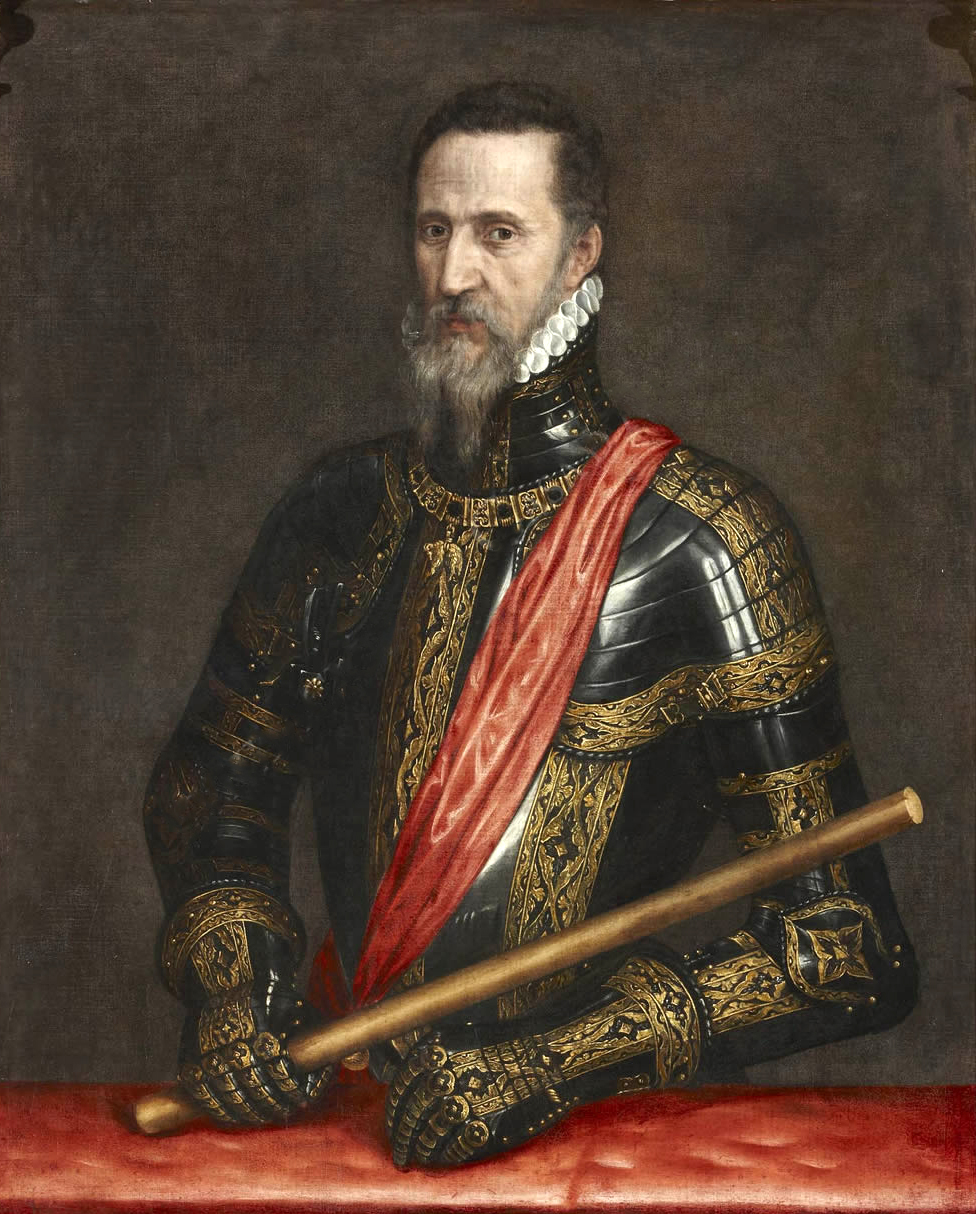
El duc d'Alba, Majordom major de Carles V i Felip II d'Espanya

## Antecedents històrics
L'antecedent històric d'aquest càrrec és el de Majordom major del rei de Lleó i de Castella, del Majordom major del Rei d'Espanya depenia l'organització sencera de Palau i el seu govern, i tens jurisdicció tant civil com criminal privativa en el seu interior, amb expressa inhibició dels Tribunals, Jutges i Ministres. El Majordom major es trobava sempre al costat de la persona del Rei, i el càrrec a partir del segle xvi, havia de ser exercit per un Gran d'Espanya.
L'adveniment al tron d'Espanya del Rei Felip I de Castella el Bell casat amb Joana I de Castella filla dels Reis Catòlics va fer que aquest portés l'anomenada etiqueta borgonyona de la cort del seu avi Maximilià I d'Habsburg i, per tant, s'instituís el càrrec de Majordom major del Rei d'Espanya amb funcions semblants a les quals abans havia exercit el Majordom major del Rei de Castella. L'acompliment d'aquest càrrec, com s'ha dit abans, requeria ser Gran d'Espanya (amb la sola excepció del comte de Rius que ho va ser d'Amadeu I de Savoia). A la cort dels Àustries i després en la dels Borbó al Majordom corresponia acompanyar al Rei a palau a tot moment, servir els útils del menjar així com el coixí en els oficis religiosos. Així mateix presidia l'anomenat bureau que era la instància que coneixia de les diferències entre totes les persones al servei regi.

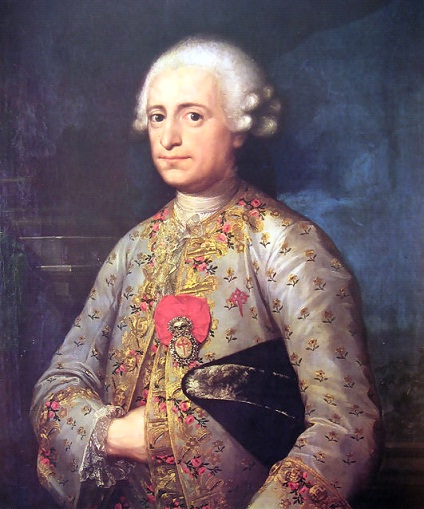
El marquès de Santa Cruz de Mudela, Majordom major de Carles III i Carles IV

## Règim durant els seglesxixixx

### Règim orgànic i funcions
Diverses disposicions van regular als segles xix i xx les seves funcions havent de destacar-se més modernament els reials decrets de 28 d'octubre de 1847 i de 4 de setembre de 1885 i les ordenances de 1817 i 1848.
Durant els regnats dels tres últims reis abans de la Segona República, Isabel II, Alfons XII i Alfons XIII al Majordom major corresponia la prefectura de tota l'organització palatina, i des de 1840 era denominat el més alt responsable d'aquesta funció Cap Superior de Palau. Només en tres ocasions des de llavors, totes elles en el regnat d'Alfons XIII, la Prefectura Superior i la Majordomia van correspondre a persones diferents. La primera entre 1886 i 1889 que el Cap va ser el marquès de Santa Cruz de Mudela i el Majordom major interí el duc de Medina Sidonia. La segona va transcórrer entre 1891 i 1900, en què la Prefectura va correspondre, aquesta vegada, al duc de Medina-Sidonia i la Majordomia al duc de Sotomayor. L'última va succeir entre 1925 i 1927 en què la Prefectura la va ostentar el  marquès de Viana i la Majordomia el duc de Miranda. En totes elles, el Cap Superior va disposar de major rang protocol·lari que el Majordom.
També tradicionalment, el Majordom major era superior jeràrquicament al Sommelier de Corps, persona més propera en funcions a la Reial persona. Durant el regnat d'Alfons XII i part del regnat d'Alfons XIII, (fins a 1907), aquest últim càrrec va ser suprimit. Referent al seu paper en els actes de caràcter oficial, el Majordom major intervenia, entre altres:
- Als naixements i batejos reals on la convocatòria es realitzava pel Majordom major, ocupant aquest el càrrec immediat posterior al del Monarca.
- A les Capelles Públiques on lliurava al Rei el devocionari i se situava immediatament darrere.
- Al Lavatorio de Pobres durant la Setmana Santa en què auxiliava al Monarca a servir els plats en el posterior esmorzar que se'ls donava.
- A la cobertura de Grans d'Espanya on adonava al Rei perquè aquest fixés el dia i hora de celebració
- Als banquets oficials en els que ocupava una de les capçaleres de la taula
- A les audiències en les que fixava el dia i hora per ser rebut pel Monarca.
- En recepcions públiques, en què se situava en primera posició al costat del Cavallerís major i al Comandant General d'Alabarders, quedant-se després de les butaques reials

### Privilegis, distintiu i uniforme

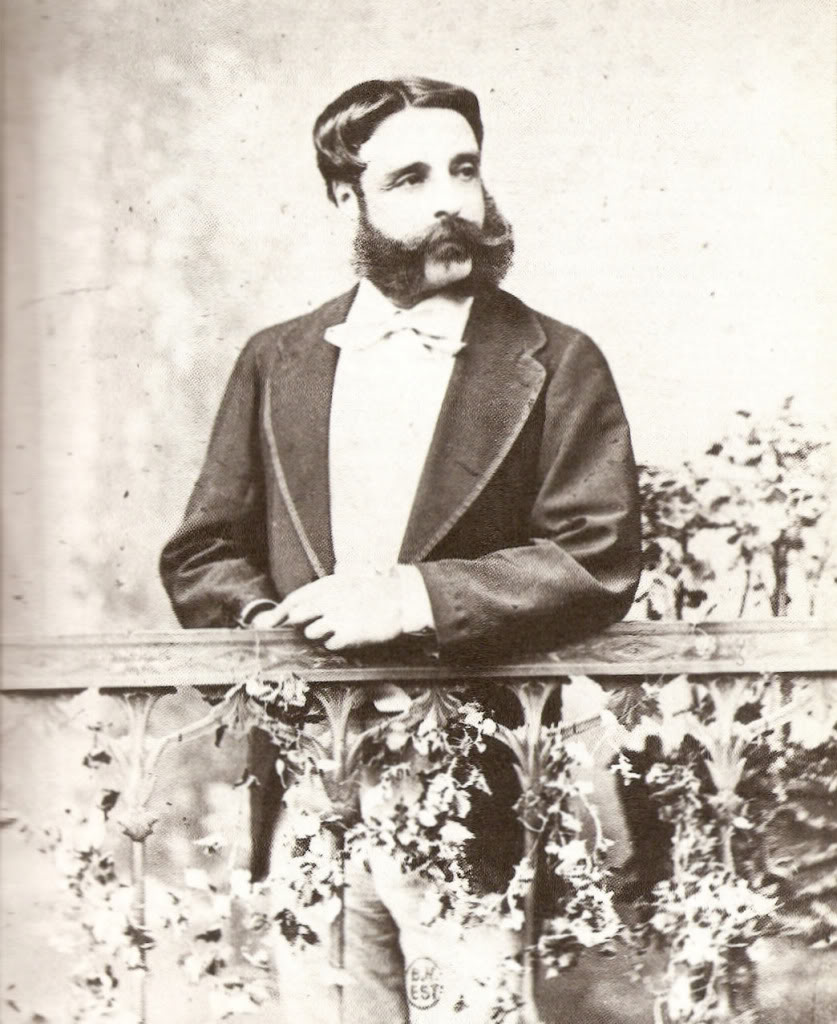
El marquès d'Alcañices, Majordom major d'Alfons XII

En el regnat d'Alfons XIII el sou del Majordom major era de 15.000 pessetes anuals i disposava d'oficina i cambra pròpia al Palau Reial de Madrid. Així mateix era investit sempre de les més altes distincions de l'Estat, l'Orde del Toisó d'Or i el collaret de l'Orde de Carles III.
L'uniforme de gala del Majordom major en aquesta època constava de casaca amb brodat en totes les costures i disposava a palau de bastó de comandament.

### Unitats dependents de la Majordomia
Del Majordom major depenia la classe d'uixier de Cambra i Saleta. Formaven part d'aquesta antics criats que auxiliaven al Majordom estant dempeus durant les audiències o quedant-se en el pas de la Cambra a l'Avantcambra. Així mateix depenia d'ell la classe palatina de Rei d'Armes, com a encarregat de l'heràldica, dels expedients de títols de noblesa i de la gestió de les dignitats. El degà d'aquesta classe en 1931 era José de Rújula y Ochotorena, marquès de Ciadoncha.
També depenien d'ell els Metges de Cambra amb un sou de 10.000 pessetes anuals cadascun, el càrrec tenia el caràcter de vitalici, i únicament havia d'assistir a la família del Rei per rigorós torn i acompanyant als Reis en viatges, caceres, etc. Al Metge de Cambra que assistia els naixements reials se'l solia agraciar amb un títol nobiliari, com així va ser amb al primer marquès de Sant Gregorio o al primer comte de San Diego. En 1931 eren Metges de Cambra Ricardo Varela y Varela, Jacobo López Elizagaray i Fernando Enríquez de Salamanca.
Igualment depenien de Majordom major els Farmacèutics de Cambra que tenien assignat un sou de 7.500 pessetes anuals i que produïen o adquirien tots els medicaments que havien de consumir-se a palau. A l'adveniment de la Segona República ocupaven aquest càrrec Martín Bayod Martínez i Manuel Álvarez Ude.
Dependents del Majordom major es trobaven el Secretari de la Majordomia amb sou de 7.500 pessetes anuals i que gestionava els assumptes d'etiqueta. En 1931 ers Emilio García de Herreros y Cortès. Si el Majordom major ostentava també el càrrec de Guardasegells, la qual cosa no sempre ocorria, a ell estava adscrit el Secretari de la Reial Estampeta amb sou de 6.000 pessetes anuals que gestionava el referent a la signatura del Rei i tramitava els expedients de Cobertura de Grans d'Espanya. En 1931 ocupava aquest últim càrrec Luis Pineda y Monserrat.
Depenia, igualment, del Majordom major el Secretari particular del Rei, que portava els assumptes ordinaris del Monarca i era el seu més fidel assistent i que, durant gairebé tot el regnat d'Alfons XIII i al moment del seu exili, era Emilio de Torres y González-Arnáu  marquès de Torres de Mendoza.
L'últim càrrec adscrit al Majordom major era l'Inspector General dels Reials Palaus, l'antic Aposentador (càrrec que havia ocupat al segle xvii el pintor Diego Velázquez), amb sou de 12.500 pessetes anuals i que era el majordom de facto. A la caiguda de la monarquia aquest càrrec era ocupat per Luis de Asúa y Campos. Disposava d'oficina en totes les residències reals i d'ell depenia tota la servitud de les residències i, entre ella, els zeladors, els porters de banda al peu de l'escala principal, el personal de l'anomenat Ramillete que eren els criats que servien a la taula real i els artesans dels diferents tallers (rellotgers, ebenistes, cuiners, conserges..).

## Majordoms majors del Rei entre 1512 i 1931

### Majordoms del Rei o Reina d'Espanya
El càrrec de Majordom major va ser suprimit després de la proclamació de la Segona República Espanyola el 14 d'abril de 1931.
| Període                                | Inici | Fi                                                                                           | Nom    | Notes |
| -------------------------------------- | ----- | -------------------------------------------------------------------------------------------- | ------ | ----- |
| Regnat de Carles V(1516-1556)          |       |                                                                                              |        |       |
| 1512                                   | 1518  | Ferry de Croy, Senyor de Roeulx                                                              |        |       |
| 1518                                   | 1518  | Diego de Guevara, Senyor de Jouvel                                                           |        |       |
| 1518                                   | 1522  | Ferry de Croy, Senyor de Roeulx                                                              |        |       |
| 1522                                   | 1526  | Laurent de Gorrrevod, comte de Pont-de-Vaux                                                  |        |       |
| 1526                                   | 1527  | Carlos de Lannoy, Senyor de Sanzeilles                                                       |        |       |
| 1527                                   | 1529  | Laurent de Gorrrevod, comte de Pont-de-Vaux                                                  |        |       |
| 1529                                   | 1540  | Adrien de Croy, comte de Roeulx                                                              |        |       |
| 1541                                   | 1556  | Fernando Álvarez de Toledo y Pimentel, duc d'Alba                                            |        |       |
| Regnat de Felip II(1556-1598)          |       |                                                                                              |        |       |
| 1556                                   | 1582  | Fernando Álvarez de Toledo y Pimentel, duc d'Alba                                            |        |       |
| 1582                                   | 1598  | Pedro López de Ayala, comte de Fuensalida                                                    |        |       |
| Regnat de Felip III(1598-1621)         |       |                                                                                              |        |       |
| 1598                                   | 1599  | Gómez Dávila y Toledo, marquès de Velada                                                     |        |       |
| 1599                                   | 1621  | Juan Hurtado de Mendoza, duc de l'Infantado                                                  |        |       |
| Regnat de Felip IV(1621-1665)          |       |                                                                                              |        |       |
| 1621                                   | 1624  | Juan Hurtado de Mendoza, duc de l'Infantado                                                  |        |       |
| 1629                                   | 1639  | Antonio Álvarez de Toledo y Beaumont, duc d'Alba                                             |        |       |
| 1640                                   | 1642  | Gómez de Mendoza y Manrique, comte de Castrogeriz                                            |        |       |
| 1643                                   | 1647  | Juan Alfonso Enríquez de Cabrera y Colonna, duc de Medina de Rioseco, Almirall de Castella   |        |       |
| 1649                                   | 1651  | Manuel de Moura y Corte-Real, marquès de Castel-Rodrigo                                      |        |       |
| 1651                                   | 1658  | Juan Gabriel Pacheco Téllez Girón, comte de la Puebla de Montalbán                           |        |       |
| 1658                                   | 1660  | García de Avellaneda y Haro, comte de Castrillo                                              |        |       |
| 1660                                   | 1664  | Juan Gaspar Enríquez de Cabrera y Sandoval, duc de Medina de Rioseco, Almirall de Castella   |        |       |
| Regnat de Carles II(1665-1701)         |       |                                                                                              |        |       |
| 1665                                   | 1667  | Bernardo Manrique de Silva y Mendoza, marquès d'Aguilar de Campoo                            |        |       |
| 1667                                   | 1671  | Antonio Álvarez de Toledo y Enríquez de Ribera, duc d'Alba                                   |        |       |
| 1671                                   | 1674  | Rodrigo Díaz de Vivar de Silva y Mendoza, duc de Pastrana y duc consort de l'Infantado       |        |       |
| 1674                                   | 1676  | Francisco IV Fernández de la Cueva y Enríquez de Cabrera, duc d'Alburquerque                 |        |       |
| 1676                                   | 1696  | Íñigo Melchor Fernández de Velasco, duc de Frías, conestable de Castella                     |        |       |
| 1699                                   | 1701  | Juan Clarós Pérez de Guzmán y Fernández de Córdoba, duc de Medina Sidonia                    |        |       |
| Regnat de Felip V(1701-1724)           |       |                                                                                              |        |       |
| 1701                                   | 1705  | Fadrique de Toledo Osorio, marquès de Villafranca                                            |        |       |
| 1705                                   | 1713  | José Fernández de Velasco y Tovar, duc de Frías                                              |        |       |
| 1713                                   | 1724  | Juan Manuel Fernández Pacheco, marquès de Villena                                            |        |       |
| Regnat de Lluís I(1724)                |       |                                                                                              |        |       |
| 1724                                   | 1724  | Juan Manuel Fernández Pacheco, marquès de Villena                                            |        |       |
| Regnat de Felip V(1724-1746)           |       |                                                                                              |        |       |
| 1724                                   | 1725  | Juan Manuel Fernández Pacheco, marquès de Villena                                            |        |       |
| 1725                                   | 1738  | Mercurio Antonio López Pacheco, marquès de Villena                                           |        |       |
| 1738                                   | 1746  | Francesco Pico, duc de la Mirandola                                                          |        |       |
| Regnat de Ferran VI(1746-1759)         |       |                                                                                              |        |       |
| 1746                                   | 1747  | Francesco Pico, duc de la Mirandola                                                          |        |       |
| 1747                                   | 1747  | Juan Manuel López de Zúñiga y Castro, duc de Béjar,                                          |        |       |
| 1747                                   | 1753  | Fadrique Vicente de Toledo Osorio, marquès de Villafranca                                    |        |       |
| 1753                                   | 1759  | Fernando de Silva y Álvarez de Toledo, duc de Huéscar                                        |        |       |
| Regnat de Carles III(1759-1788)        |       |                                                                                              |        |       |
| 1759                                   | 1760  | Fernando de Silva y Álvarez de Toledo, duc d'Alba                                            |        |       |
| 1760                                   | 1781  | José de Guzmán y Guevara, marquès de Montealegre                                             |        |       |
| 1781                                   | 1787  | Pedro de Alcántara Fernández de Córdoba, duc de Medinaceli                                   |        |       |
| 1787                                   | 1788  | José Joaquín de Silva-Bazán, marquès de Santa Cruz de Mudela                                 |        |       |
| Regnat de Carles IV(1788-1808)         |       |                                                                                              |        |       |
| 1788                                   | 1802  | José Joaquín de Silva-Bazán, marquès de Santa Cruz de Mudela                                 |        |       |
| 1802                                   | 1805  | Diego Ventura de Guzmán y Fernández de Córdoba, marquès d'Aguilar de Campoo i de Montealegre |        |       |
| 1805                                   | 1807  | José Miguel de Carvajal-Vargas y Manrique de Lara, duc de San Carlos                         |        |       |
| 1807                                   | 1808  | Benito Fernández Correa y Sotomayor, marquès de Mos                                          |        |       |
| Regnat de Ferran VII(1808 i 1814-1833) |       |                                                                                              |        |       |
| 1808                                   | 1808  | José Miguel de Carvajal-Vargas y Manrique de Lara, duc de San Carlos                         |        |       |
| 1809                                   | 1810  | Pedro María Jordán de Urríes y Fuenbuena, marquès de Ayerbe                                  | (6)    |       |
| 1814                                   | 1815  | José Miguel de Carvajal-Vargas y Manrique de Lara, duc de San Carlos                         |        |       |
| 1815                                   | 1820  | Pedro de Alcántara Álvarez de Toledo y Gonzaga, comte de Miranda del Castañar                |        |       |
| 1820                                   | 1822  | Antonio María Ponce de León Dávila y Carrillo de Albornoz, duc de Montemar                   |        |       |
| 1822                                   | 1823  | José Gabriel de Silva-Bazán y Waldstein, marquès de Santa Cruz de Mudela                     |        |       |
| 1823                                   | 1824  | Pedro de Alcántara Álvarez de Toledo y Gonzaga, comte de Miranda del Castañar                |        |       |
| 1824                                   | 1833  | Joaquín Félix de Samaniego Urbina Pizarro y Velandia, marquès de Valverde                    | (7)    |       |
| Regnat d' Isabel II(1833-1868)         |       |                                                                                              |        |       |
| 1833                                   | 1838  | Joaquín Félix de Samaniego Urbina Pizarro y Velandia, marquès de Valverde                    |        |       |
| 1838                                   | 1847  | Juan Bautista Queralt y Silva, comte de Santa Coloma                                         |        |       |
| 1848                                   | 1855  | Juan Roca de Togores y Carrasco, comte de Pinohermoso                                        | (1)    |       |
| 1855                                   | 1855  | Carlos Martínez de Irujo y McKean, duc de Sotomayor                                          | (1)    |       |
| 1856                                   | 1866  | Luis Carondelet Castaños, duc de Bailen                                                      | (1)    |       |
| 1866                                   | 1868  | Francisco Javier Arias Dávila y Matheu, comte de Puñonrostro                                 | (1)    |       |
| 1868                                   | 1868  | Antonio Marcilla de Teruel-Moctezuma y Navarro, duc de Moctezuma de Tultengo                 | (1)    |       |
| Regnat d' Amadeu I(1871-1873)          |       |                                                                                              |        |       |
| 1871                                   | 1871  | Carlos Manuel O'Donnell, duc de Tetuán                                                       | (1)    |       |
| 1872                                   | 1873  | Marià Rius i Montaner, comte de Rius                                                         | (1)    |       |
| Regnat d' Alfons XII(1875-1885)        |       |                                                                                              |        |       |
| 1875                                   | 1885  | José Osorio y Silva, marquès d'Alcañices                                                     | (1)    |       |
| Regnat d' Alfons XIII(1885-1931)       |       |                                                                                              |        |       |
| 1885                                   | 1890  | José Álvarez de Toledo y Silva, duc de Medina Sidonia                                        | (2)    |       |
| 1890                                   | 1906  | Carlos Martínez de Irujo y del Alcázar, duc de Sotomayor                                     | (3)    |       |
| 1906                                   | 1907  | Manuel Felipe Falcó y Osorio, marquès de la Mina                                             |        |       |
| 1907                                   | 1925  | Andrés Avelino de Salabert y Arteaga, marquès de la Torrecilla                               | (1)(5) |       |
| 1925                                   | 1931  | Luis María de Silva y Carvajal, duc de Miranda                                               | (4)    |       |

- (1) Va ser a més Cap Superior de Palau
- (2) Majordom Interí entre 1885 i 1889 sent Cap Superior el  marquès de Santa Cruz de Mudela. Cap Superior des de 1890 fins a 1900.
- (3) Cap Superior de Palau des de 1902 i Sommelier de Corps des de 1906.
- (4) Cap Superior de Palau i Sommelier de Corps des de 1927.
- (5) Va ser a més Sommelier de Corps des de 1909.
- (6) Majordom major en l'exili a Valençay
- (7) Majordom interí entre 1824 i 1833

### Majordoms majors del Rei consort o de la Regna consort en els regnats d'Isabel II, Alfons XII i Alfons XIII
També va existir en la Cort el càrrec de Majordom major del Rei consort (en el regnat d'Isabel II) i el de Majordom major de la Reina consort, que podia – o no- ostentar el càrrec addicional de Cavallerís del Rei consort o de la Regna consort i que, dependent del Majordom major del Rei, tenia funcions de prefectura del personal directament adscrit a la persona del Rei consort o la Regna consort, així com d'assistència fora de Palau i de gestió dels seus vehicles i transport.
Van ser titulars d'aquests càrrecs les següents persones respecte dels següents monarques:
- Del Rei consort Francesc d'Assís de Borbó:
  - Nicolás Osorio y Zayas,  duc d'Alburquerque, (1848-1853)
  - José María Villaroel y Ibarrola, duc de la Conquista, (1853-1855)
  - Francisco Pilar Rebolledo de Palafox y Soler, duc de Saragossa, (1855)

En aquests anys van ser, successivament, Cavallerissos majors del Rei consort el  marquès de Castelar, (1848-1849), el duc de la Conquista, (1849-1853), el duc de Sedaví, (1853-1854) i el duc de Medina de las Torres, (1853-1855). En 1855 es va suprimir la Casa del Rei consort comptant únicament des de llavors i fins a 1868 amb una Cambra Militar del Rei amb un General cap, un primer Ajudant i quatre segons.
- De les Reines María de la Mercè d'Orleans i Maria Cristina d'Habsburg-Lorena:
  - Francisco de Borja Silva-Bazán i Téllez Girón,  marquès de Santa Cruz de Mudela (1878-1885), qui va ser a més Cavallerís major de la Reina

- De la Reina Victòria Eugènia de Battenberg:
  - Mariano Fernández de Henestrosa y Ortiz de Mioño,  duc de Sant Mauro, (1906-1919), qui va ser a més Cavallerís major de la Reina
  - Lorenzo Piñeiro i Fernández de Villavicencio,  marquès de Bendaña, (1919-1931), qui igualment va ser Cavallerís